# Demonic Toys
Jucării demonice (titlu original: Demonic Toys) este un film american de groază din 1992 regizat de Peter Manoogian și produs de Charles Band. Rolurile principale au fost interpretate de actorii Tracy Scoggins, Bentley Mitchum și Michael Russo.
O semi-continuare a fost lansată în 1993 ca Dollman vs. Demonic Toys, un film crossover cu personaje din Dollman, Demonic Toys  și Bad Channels.

## Distribuție
- Tracy Scoggins - Judith Gray
- Bentley Mitchum - Mark Wayne
- Daniel Cerny - "The Kid"
- Michael Russo - Lincoln
- Barry Lynch - Hesse
- Ellen Dunning - Anne
- Pete Schrum - Charneski
- Jeff Weston - Matt Cable
- William Thorne - Fair-Haired Boy
- Richard Speight Jr. - Andy
- Larry Cedar - Peterson
- Jim Mercer - Dr. Michaels
- Pat Crawford Brown - Mrs. Michaels
- Christopher Robin - Skeleton Kid
- Kristine Rose - Miss July
- Robert Stockele - Man-Devil
- Crystal Carlson - Little Girl
- June C. Ellis - Old Woman

### Voci suplimentare
- Linda O. Cook - Baby Oopsy Daisy
- Edwin Cook - Grizzly Teddy
- Tim Dornberg - Jack Attack
- Brigitte Lynn - Mr. Static